# Lijst van afleveringen van Veronica Mars

Veronica Mars

Dit is een lijst met afleveringen van de Amerikaanse televisieserie Veronica Mars. Een overzicht van alle afleveringen is hieronder te vinden.

## Seizoen1: 2004-2005
| Titel | 1e uitzending VS  | Productiecode | Aflevering nr. | Aflevering nr. |
| --- | ----------------- | ------------- | -------------- | -------------- |
| "Pilot" | 22 september 2004 | 475258        | 1              | 1x01           |
| Veronica Mars zit in haar een na laatste jaar op Neptune High en maakt kennis met nieuwkomer Wallace Fennel die door Eli "Weevil" Navarro is vastgetapet aan de vlaggenmast op het schoolplein. Wallace heeft het in zijn eerste week al voor elkaar gekregen om zowel Weevils gang de PCH als Sheriff Don Lamb boos te maken. Door middel van flashbacks wordt ondertussen ook duidelijk dat Veronica's beste vriendin Lilly Kane een jaar eerder werd vermoord, en hoe niet lang daarna Veronica werd verkracht op een feestje, waar ze geen herinnering meer van heeft. |                   |               |                |                |
| "Credit Where Credit's Due" | 28 september 2004 | 2T5701        | 2              | 1x02           |
| Weevils oma wordt beschuldigd van creditcardfraude, maar Weevil besluit de schuld op zich te nemen. Veronica helpt bewijzen dat zowel hij als zijn oma er niets mee te maken hadden. Ondertussen krijgt ze ook een plek bij de schoolkrantredactie waardoor ze moet samenwerken met haar ex-vriend Duncan Kane, en ontdekt ze een parkeerbon van Lilly die uren na diens dood is opgenomen, waardoor niets aan Lilly's moordzaak nog klopt. Veronica's grootste vijand en Lilly's vriend Logan Echolls treitert Veronica voor de zoveelste keer. |                   |               |                |                |
| "Meet John Smith" | 12 oktober 2004   | 2T5702        | 3              | 1x03           |
| Veronica wordt door een medeleerling, Justin, ingehuurd om zijn vader te vinden, die vervelend genoeg door het leven gaat als John Smith, maar de uitkomst van dit onderzoek is niet wat Justin verwachtte. Veronica leert Troy VanderGraff beter kennen, tot ongenoegen van Duncan, die daarna door een ongeluk in het ziekenhuis beland. Daar blijkt dat hij zijn antidepressiva al een tijdje niet meer slikt. Logan maakt zich zorgen om Duncan. |                   |               |                |                |
| "The Wrath of Con" | 19 oktober 2004   | 2T5703        | 4              | 1x04           |
| Veronica helpt Wallace wanneer zijn vriendin voor grof geld wordt opgelicht. Een uitdaging voor Veronica, wanneer de oplichter genieën blijken te zijn die overal aan hebben gedacht. Logan wordt gevraagd een herdenkingsvideo over Lilly te maken, maar hij is niet blij met het resultaat, totdat Veronica hem enkele tapes geeft, die Lilly veel meer omschrijven. Er wordt een hint gegeven dat Weevil Lilly ooit beter had gekend. |                   |               |                |                |
| "You Think You Know Somebody" | 26 oktober 2004   | 2T5704        | 5              | 1x05           |
| Na een trip in Tijuana met Logan, ontdekt Troy dat zijn auto gestolen is. Hij vraagt Veronica om hulp omdat hij anders naar een kostschool in Albuquerque wordt gestuurd door zijn vader. Er blijkt meer achter te zitten als Veronica ontdekt dat een piñata vol steroïden in de auto lag, en Troy niet helemaal eerlijk is geweest tegen Veronica over zijn verleden en zijn toekomstplannen. Maar Veronica zou Veronica niet zijn als ze zelf niet ook nog een Plan B achter de hand heeft. |                   |               |                |                |
| "Return of the Kane" | 2 november 2004   | 2T5705        | 6              | 1x06           |
| Het zijn weer de jaarlijkse verkiezingen op Neptune High en Logan dwingt Duncan om zich verkiesbaar te stellen om zo Wanda Varner tegen te gaan, die van plan is om het "'09'er"-beleid af te schaffen. Ondanks de vele steun die Wanda krijgt, wint Duncan alsnog, en dus vermoedt Veronica dat er vals is gespeeld. Ondertussen organiseert Logan boksgevechten tussen daklozen voor geld, maar bij hem thuis blijkt ook de nodige agressie op te spelen wat betreft zijn vader Aaron. |                   |               |                |                |
| "The Girl Next Door" | 9 november 2004   | 2T5706        | 7              | 1x07           |
| Veronica maakt zich zorgen wanneer haar zwangere buurvrouw Sarah na een ruzie met haar vriend niet meer thuis is gekomen, en vermoedt dat óf haar vriend, óf Sarahs baas er iets mee te maken heeft. Ondertussen moeten Logan en Weevil samen na blijven en ontdekken we meer over Weevils mogelijke relatie met Lilly. Later komt Veronica's unieke vriendschap met Weevil aan het licht wanneer hij uit de brand helpt met de zaak. Ook blijkt er een schokkend randje aan Sarahs verdwijning én zwangerschap te zitten. |                   |               |                |                |
| "Like a Virgin" | 23 november 2004  | 2T5707        | 8              | 1x08           |
| Een online seksueel getinte "puurheidstest" verpest de reputatie van iedereen op school wanneer hun resultaten bekend worden, en Veronica's eigen account wordt gehackt. Haar vader Keith helpt de moeder van Wallace met een lastige huurder, en Veronica komt tot de schokkende ontdekking dat de man die vastzit op Lilly's moord, Abel Koontz niet schuldig kan zijn omdat er gesjoemeld blijkt te zijn met het bewijsmateriaal. Ze vraagt daarom ook een gesprek aan met Abel, maar krijgt meer informatie over haar eigen leven dan ze wilde. |                   |               |                |                |
| "Drinking the Kool-Aid" | 30 november 2004  | 2T5708        | 9              | 1x09           |
| Veronica is compleet van streek nu ze weet dat ze mogelijk de dochter van Jake Kane is, en dus de halfzus van Duncan. Ze moet echter toch een zaak oplossen wanneer een voormalig "'09'er" zich bij een sekte heeft aangesloten aan wie hij ook al zijn geld heeft gedoneerd. Maar hoe hard ze ook zoekt, ze lijkt geen belastend bewijs te kunnen vinden tegen de sekte. Ondertussen onderzoekt ze ook Clarence Wiedman, hoofd van de Kane Software beveiliging, die haar al maanden in de gaten houdt. |                   |               |                |                |
| "An Echolls Family Christmas" | 14 december 2004  | 2T5709        | 10             | 1x10           |
| Het is Kerstmis, maar de gezelligheid is ver te zoeken. Logan, Duncan, Weevil en twee andere "'09'ers" speelden een potje poker bij Huize Echolls, tot de 5000 dollar zomaar verdween. Weevil, die gewonnen had, beschuldigt hen allemaal en schakelt daarom ook de hulp van Veronica in. Aaron Echolls vraagt hulp aan Keith nadat hij meerdere dreigbrieven en "cadeaus" heeft ontvangen. De Kerstparty in Huize Echolls verloopt dramatisch wanneer Keith de zaak niet op tijd kan oplossen. |                   |               |                |                |
| "Silence of the Lamb" | 4 januari 2005    | 2T5710        | 11             | 1x11           |
| Keith wordt door de burgemeester om hulp gevraagd wanneer een oude moordzaak over een seriemoordenaar wordt geopend. Dit houdt in dat Keith moet samenwerken met Sheriff Lamb, en daar zijn beide mannen niet erg blij mee. Veronica zoekt ondertussen belastende informatie over ouders van leerlingen op nadat ze hier om gevraagd is. Veronica's nieuwe vriendin Cindy "Mac" Mackenzie doet ook een beroep op Veronica's talenten, en ontdekt dat ze niet alleen geadopteerd is, maar ook nog eens verwisseld bij haar geboorte met de populairste cheerleader van de school; Madison Sinclair.                                                                                            |                   |               |                |                |
| "Clash of the Tritons" | 11 januari 2005   | 2T5711        | 12             | 1x12           |
| Veronica wordt beschuldigd van ID-kaartfraudering nadat een leerling in comateuze toestand is geraakt door grote hoeveelheid alcohol, verkregen door Veronica's zogenaamde fake ID's. Aan haar om de zaak op te lossen, en stuit hierbij op een geheime genootschap van Neptune High. Ze luistert ondertussen ook gesprekken die haar decaan heeft met enkele leerlingen, en ontdekt dat Weevil en Lilly ooit een relatie hadden, wat voor Weevil behoorlijk serieus wordt. Logan wordt ondertussen met zijn ouders bij het schoolhoofd geroepen, maar het eindigt in een drama wanneer zijn moeder vertrekt en haar auto later verlaten op een brug wordt aangetroffen.                      |                   |               |                |                |
| "Lord of the Bling" | 8 februari 2005   | 2T5712        | 13             | 1x13           |
| Veronica wordt om hulp gevraagd door Logan, die gelooft dat zijn moeder Lynn nog altijd leeft en alleen is vertrokken om zich te verbergen van Aaron. Veronica gaat akkoord, en onderzoekt tegelijk ook een zaak met haar vader van de vermissing van Yolanda Hamilton, een medeleerling met wie ze ooit bevriend was, en wiens vader een van de meest gevreesde platenproducers in Amerika is. Door flashbacks zien we hoe Veronica's leven was toen ze nog een "'09'er" was. |                   |               |                |                |
| "Mars vs. Mars" | 15 februari 2005  | 2T5713        | 14             | 1x14           |
| Veronica en Logan onderzoeken of Lynn inderdaad nog leeft, zoals Logan beweert, of dat ze helaas toch gestorven is, zoals de rest van de wereld beweert. Op school beschuldigt Carrie Bishop de populaire leraar Chuck van handtastelijkheden waardoor ze ook nog eens bijna zwanger was geraakt. Hierdoor komen Veronica en haar vader Keith lijnrecht tegenover elkaar te staan wanneer Veronica Chucks onschuld wilt bewijzen, terwijl Keith het tegenovergestelde wilt. Veronica vindt teleurstellend bewijs voor Logan wanneer een filmpje van Lynns zelfmoord openbaar wordt. Toch gaan ze weer twijfelen wanneer er bericht binnen komt dat Lynns persoonlijke creditcard is gebruikt. |                   |               |                |                |
| "Ruskie Business" | 22 februari 2005  | 2T5714        | 15             | 1x15           |
| Veronica en Logan eindigen in een hotel waar Lynns creditcard voor het laatste is gebruikt. Ondertussen neemt Veronica een zaak van haar vader over, van een Russische vrouw die haar man terug wilt vinden. Veronica en Keith stuiten echter op heel iets anders dan de vrouw beweert. Verder is er ook het jaarlijkse feest op Npetune, en Veronica's vriendin Meg vraagt haar om uit te zoeken wie haar geheime aanbidder is. Veronica begint wat meer politie agent Leo D'Amato en Logan stort in elkaar wanneer de creditcard gebruikt werd door zijn zus Trina, en hem duidelijk wordt dat zijn moeder echt dood is.                                                                    |                   |               |                |                |
| "Betty and Veronica" | 29 maart 2005     | 2T5715        | 16             | 1x16           |
| Veronica gaat undercover bij Neptunes rivaal school Pan High, om de ontvoering van Neptunes mascotte, papegaai Polly, te onderzoeken. Ze verliest echter twee andere belangrijke dingen niet uit het oog; het feit dat ze haar moeder na anderhalf jaar heeft teruggevonden, en dat ze meer informatie over Lilly's moord heeft ontdekt. Ze vraagt Leo om een gunst door hem haar de interviewtapes van de verhoringen van Lilly's moord te laten geven. Veronica ontdekt dat ze al weken wordt afgeluisterd door Clarenca Wiedman. |                   |               |                |                |
| "Kanes and Abel’s" | 5 april 2005      | 2T5716        | 17             | 1x17           |
| Veronica en enkele andere leerlingen komen in aanmerking voor de Kane beurs, maar iemand probeert ervoor te zorgen dat de leerling die op dat moment de meeste kans heeft niet zal slagen. Ondertussen vindt ze ook meer puzzelstukjes over Abel Koontz, namelijk dat hij betaalt kreeg om de moord op Lilly te bekennen. Dit geld ging naar zijn dochter, Amelia. Als Veronica hier het bewijs van weet te bemachtigen, kan ze eindelijk aantonen dat Abel niet schuldig is. Helaas heeft Clarence Wiedman andere plannen. |                   |               |                |                |
| "Weapons of Class Destruction" | 12 april 2005     | 2T5717        | 18             | 1x18           |
| Veronica en Wallace weten niet wat hun overkomt wanneer blijkt dat hun vader en moeder een relatie met elkaar hebben. Veronica probeert haar aandacht ergens anders op te vestigen, namelijk op twee leerlingen die betrokken lijken te zijn bij anonieme bommeldingen tegen de school. Na onderzoek blijkt dat één leerling, Norris, er niets mee te maken heeft, en de andere leerling, Ben, een undercoveragent is. Er doet zich een onverwachtse situatie voor bij Veronica en Logan nadat hij haar uit de brand helpt. |                   |               |                |                |
| "Hot Dogs" | 19 april 2005     | 2T5718        | 19             | 1x19           |
| Wanneer de hond van een leerling, Mandy, wordt ontvoerd, gaat Veronica op onderzoek uit en ontdekt dat er meer honden zijn ontvoerd in de afgelopen weken. Ze krijgt nog meer op haar dak wanneer Weevil inbreekt in Lilly's kamer, maar niets lijkt te hebben gestolen. Ze ontdekt later dat hij wel degelijk wat stal, of eigenlijk iets terug haalde wat ooit van hem was. Veronica en Logan werken samen wanneer Logan vermoedt dat zijn zus mishandeld wordt door haar vriend, en ontdekken dat Aaron de man al hardhandig iets heeft duidelijk gemaakt. Veronica en Logan besluiten hun relatie een kans te geven.                                                                      |                   |               |                |                |
| "M.A.D." | 26 april 2005     | 2T5719        | 20             | 1x20           |
| Een leerling van Neptune, Carmen, vraagt Veronica om hulp wanneer ze gechanteerd wordt door haar vriend met een obscene video die Carmen ooit in een dronken bui heeft gemaakt. Veronica bedenkt een list om de vriend dit betaald te zetten, maar het verloopt helaas anders dan ze zich had voorgesteld. Ze ontdekt wel dat Carmen tijdens de opname van de film aanwezig was op het feestje waar Veronica gedrogeerd en verkracht werd, anderhalf jaar geleden. Veronica wordt er misselijk van als ze hoort wie haar die nacht gedrogeerd had. |                   |               |                |                |
| "A Trip to the Dentist" | 3 mei 2005        | 2T5720        | 21             | 1x21           |
| Veronica vraagt enkele vrienden en leerlingen die ze ooit geholpen heeft nu zelf om hulp om uit te zoeken wie haar verkracht heeft op het beruchte feestje twee jaar geleden. Wat ze ontdekt is schokkender dan wat ze in eerste instantie had verwacht, ook al blijkt dat ze niet verkracht was. Veronica en Logan maken hun relatie openbaar, wat voor veel frustratie zorgt bij Duncan en Logans vriend Dick. Veronica ontdekt nog iets schokkends wanneer ze in Logans zwemhuis is. Nog schokkender is het wanneer ze haar moeder thuis aantreft nadat ze eindelijk de afkickkliniek heeft verlaten.                                                                                      |                   |               |                |                |
| "Leave It to Beaver" | 10 mei 2005       | 2T5721        | 22             | 1x22           |
| Cassidy "Beaver" Cassablancas onthult aan Veronica dat Logans alibi op de dag van Lilly's moord niet klopt, waardoor Veronica bang is dat hij misschien haar wel heeft vermoord. Ze gaat undercover op een feestje van de Kanes, waar zij en Duncan schokkende informatie vinden over een geheim die Lilly vlak voor haar moord had, en Veronica ontdekt eindelijk wie de echte moordenaar al die tijd was geweest, wat leidt tot een gewelddadige confrontatie met de moordenaar. |                   |               |                |                |

## Seizoen 2: 2005-2006
| Titel | 1e uitzending VS  | Productiecode | Aflevering nr. | Aflevering nr. |
| --- | ----------------- | ------------- | -------------- | -------------- |
| "Normal Is the Watchword" | 28 september 2005 | 2T7201        | 23             | 2x01           |
| Wanneer Wallace onterecht zakt voor een drugstest gaat Veronica opnieuw aan de slag als detective. Er blijkt in de zomer veel gebeurd te zijn. Zo is Veronica niet langer samen met Logan, maar heeft ze weer een relatie met Duncan, is Logan onschuldig verklaard van de moord op een PCH'er, waardoor Veronica's vriendschap met Weevil op de klippen is gelopen. Er komt een schokkend eind aan een schooltrip wanneer Veronica door de bus wordt achtergelaten, en later als ze hem inhaalt tot afgrijzen ziet dat de bus over het klif is gereden met leerlingen nog in de bus. |                   |               |                |                |
| "Driver Ed" | 5 oktober 2005    | 2T7202        | 24             | 2x02           |
| De chauffeur van de bus wordt aangewezen als moordenaar, maar zijn dochter Jessie gelooft niet dat haar vader iemand kwaad wilde doen, en vraagt daarom Veronica om hulp om haar vaders naam te zuiveren. Wallace ontmoet het nieuwe meisje Jackie, die enorm arrogant blijkt te zijn, Toch kan hij zijn ogen niet van haar af houden. Logan blijkt een affaire te hebben met Kendall Cassablancas, de stiefmoeder van Dick en Beaver. |                   |               |                |                |
| "Cheatty Cheatty Bang Bang" | 12 oktober 2005   | 2T7203        | 25             | 2x03           |
| Cassidy (Beaver) huurt Veronica in om te bewijzen dat Kendall, de vriendin van zijn vader, vreemdgaat. Naar Veronica ontdekt dat Dick Sr. schuldig is aan onroerend goed fraude. Keith en Alicia brengen het weekend door in Chicago waar Alicia een man uit haar verleden ontmoet. |                   |               |                |                |
| "Green-Eyed Monster" | 19 oktober 2005   | 2T7204        | 26             | 2x04           |
| Veronica onderzoekt de verloofde van een vrouw maar ontdekt dat de angsten alleen in haar hoofd zitten. De zus van Meg vraagt Duncan om hulp om de informatie van Megs laptop te halen voor haar ouders het vinden. De man uit Chicago komt naar Neptune en vertelt Wallace dat hij zijn vader is. |                   |               |                |                |
| "Blast from the Past" | 26 oktober 2005   | 2T7205        | 27             | 2x05           |
| Wallace confronteert zijn moeder met zijn vader Nathan Woods. Hij gaat naar Veronica maar zij is bezig met het busongeluk. Veronica helpt Jackie wie haar creditcard heeft gestolen, maar Jackie vernedert Veronica op TV. Wallace verlaat Neptune en gaat met Nathan naar Chicago. |                   |               |                |                |
| "Rat Saw God" | 9 november 2005   | 2T7206        | 28             | 2x06           |
| Keith verliest de verkiezing voor sheriff tegen Lamb. Logan wordt gearresteerd voor de moord op Felix nadat een getuige bekent. Abel Koontz verschijnt en vraagt Veronica om hulp om zijn dochter te vinden, die hij wil zien voor hij overlijdt. |                   |               |                |                |
| "Nobody Puts Baby in a Corner" | 16 november 2005  | 2T7207        | 29             | 2x07           |
| Via een e-mail van Meg komt Duncan erachter dat er een kind wordt mishandeld; Veronica en Duncan proberen uit te zoeken wie het is. Ze komen er uiteindelijk achter dat het Meg haar eigen zusje, Grace, is. |                   |               |                |                |
| "Ahoy, Mateys!" | 23 november 2005  | 2T7208        | 30             | 2x08           |
| Veronica helpt haar vader uit te zoeken wie de familie Oliveres, wier zoon is omgekomen bij het busongeluk, lastigvalt. Ze ontdekt dat de getuige van de brug, Dr. Griffith, banden heeft met the 'Fighting Fitzpatricks', een criminele familie in Neptune. |                   |               |                |                |
| "My Mother, the Fiend" | 30 november 2005  | 2T7209        | 31             | 2x09           |
| Na het lezen van het schooldossier van haar moeder probeert Veronica uit te vinden waarom haar moeder was geschorst voor het verspreiden van "kwaadwillende leugens". |                   |               |                |                |
| "One Angry Veronica" | 7 december 2005   | 2T7210        | 32             | 2x10           |
| Veronica wordt opgeroepen voor juryplicht; de zaak gaat over twee 09'er jongens tegen een arme Spaanse vrouw. Keith onderzoekt de verdwijning van de Echolls/Lilly Kane seks tapes. Meg ontwaakt uit haar coma en smeekt Duncan en Veronica haar te helpen haar en Duncans kind weg te houden van haar ouders. Wallace komt terug. |                   |               |                |                |
| "Donut Run" | 25 januari 2006   | 2T7211        | 33             | 2x11           |
| Duncan gaat ervandoor met zijn dochter. Niet alleen Veronica en de sheriff zijn er bij betrokken maar zelfs de FBI. Logan en Weevil proberen uit te vinden welke PHC-er voor de Fitzpatricks werkt. Ze ontdekken dat Felex een geheime relatie had met Molly Fitzpatrick. |                   |               |                |                |
| "Rashard and Wallace Go to White Castle" | 1 februari 2006   | 2T7212        | 34             | 2x12           |
| Wanneer Wallace onthult dat Rashard is doorgereden na een aanrijding, beschuldigt Rashards oom Wallace ervan dat hij reed. Weevil ontdekt dat Thumper met de Fitzpatricks samenwerkt. Maar Thumper neemt de PCH over. Terrence Cook wordt ondervraagd over het busongeluk. |                   |               |                |                |
| "Ain’t No Magic Mountain High Enough" | 8 februari 2006   | 2T7213        | 35             | 2x13           |
| Tijdens het winterfeest verdwijnt het geld voor het klassenuitje, Veronica moet uitzoeken wie het heeft gedaan. Logan flirt met Hannah, wie de dochter van Dr. Griffith blijkt te zijn. |                   |               |                |                |
| "Versatile Toppings" | 15 maart 2006     | 2T7214        | 36             | 2x14           |
| Veronica ontdekt wie de pizzabezorgers heeft overvallen en wie de homofiele studenten van Neptune High afperst. Hanna raakt verstrikt tussen Logan en haar vader. |                   |               |                |                |
| "The Quick and the Wed" | 22 maart 2006     | 2T7215        | 37             | 2x15           |
| Veronica moet een vermiste bruid zoeken, die is verdwenen na haar vrijgezellenfeest. Dr. Griffith gaat ermee akkoord dat hij zijn getuigenis intrekt als Logan het uitmaakt met Hannah. |                   |               |                |                |
| "The Rapes of Graff" | 29 maart 2006     | 2T7216        | 38             | 2x16           |
| Tijdens een bezoek aan Hearst College moet Veronica Troy’s naam zuiveren nadat hij is beschuldigd van verkrachting. Logan voelt zich schuldig voor Hannah. |                   |               |                |                |
| "Plan B" | 5 april 2006      | 2T7217        | 39             | 2x17           |
| Weevil, Veronica, en Logan proberen te bewijzen dat Thumper Felix heeft vermoord. Wanneer er problemen zijn met de echte getuigen van de brug neemt Weevil de zaakjes in eigen hand. |                   |               |                |                |
| "I Am God" | 11 april 2006     | 2T7218        | 40             | 2x18           |
| De slachtoffers van het busongeluk spoken door Veronica’s dromen terwijl ze naar de schuldige zoekt. |                   |               |                |                |
| "Nevermind the Buttocks" | 18 april 2006     | 2T7219        | 41             | 2x19           |
| Veronica onderzoekt wie verantwoordelijk is voor het doodrijden van een hond van een klasgenoot. Gaandeweg leert ze dat Kendall niet is wie ze lijkt te zijn. Weevil helpt de PCH-ers zich te bevrijden van de Fitzpatricks. |                   |               |                |                |
| "Look Who’s Stalking" | 25 april 2006     | 2T7220        | 42             | 2x20           |
| Veronica helpt Gia te ontdekken wie haar stalkt. Het blijkt Lucky te zijn, een conciërge op Neptune High die ooit werkte voor de Sharks. |                   |               |                |                |
| "Happy Go Lucky" | 2 mei 2006        | 2T7221        | 43             | 2x21           |
| Keith komt erachter dat Woody twee jongens heeft misbruikt die zijn omgekomen bij het busongeluk, maar hij vlucht uit de staat. Terrence Cook wordt onschuldig bevonden voor het busongeluk, maar moet zijn casinoschulden aflossen, waardoor Jackie naar Parijs moet vertrekken. De jury in de Aaron Echolls rechtszaak komt met de uitspraak: niet schuldig. |                   |               |                |                |
| "Not Pictured" | 9 mei 2006        | 2T7222        | 44             | 2x22           |
| Weevil wordt gearresteerd voor de moord op Thumper tijdens de diplomatietijding. Veronica zoekt naar de derde jongen die door Woody is misbruikt en ontdekt dat Cassidy verantwoordelijk is voor het busongeluk. Veronica en haar vader staan op het punt te vertrekken naar New York maar Keith wordt op het laatste moment opgehouden door Kendall. |                   |               |                |                |

## Seizoen 3: 2006-2007
In Amerika wordt Veronica Mars vanaf dit seizoen uitgezonden door The CW. The CW is ontstaan vanuit de fusie tussen UPN, de zender waar Veronica Mars voorheen te zien was, en The WB.
| Aflevering nr. | Aflevering nr. | Titel | 1e uitzending VS | Productiecode |
| -------------- | -------------- | --- | ---------------- | ------------- |
| 45             | 3x01           | Welcome Wagon | 3 oktober 2006   | 3T5801        |
| 46             | 3x02           | My Big Fat Greek Rush Week | 10 oktober 2006  | 3T5802        |
| 47             | 3x03           | Witchita Linebacker | 17 oktober 2006  | 3T5803        |
| 48             | 3x04           | Charlie Don’t Surf | 24 oktober 2006  | 3T5804        |
| 49             | 3x05           | President Evil | 31 oktober 2006  | 3T5805        |
| 50             | 3x06           | Hi, Infidelity | 7 november 2006  | 3T5806        |
| 51             | 3x07           | Of Vice and Men | 14 november 2006 | 3T5807        |
| 52             | 3x08           | Lord of the Pi’s | 21 november 2006 | 3T5808        |
| 53             | 3x09           | Spit & Eggs | 28 november 2006 | 3T5809        |
| 54             | 3x10           | Show Me the Monkey | 23 januari 2007  | 3T5810        |
| 55             | 3x11           | Poughkeepsie, Tramps and Thieves Logan en Veronica verzoenen zich, tot grote teleurstelling van Piz. Veronica gaat op zoek naar ene Chelsea, een ex-vriendinnetje van Max die hij absoluut terug voor zich wil winnen. Keith spit de mysterieuze dood van decaan Curys verder uit. | 30 januari 2007  | 3T5811        |
| 56             | 3x12           | There's Got to be a Morning After Pill | 6 februari 2007  | 3T5812        |
| 57             | 3x13           | Postgame Mortem | 13 februari 2007 | 3T5813        |
| 58             | 3x14           | Mars, Bars | 20 februari 2007 | 3T5814        |
| 59             | 3x15           | Papa's Cabin | 27 februari 2007 | 3T5815        |
| 60             | 3x16           | Un-American Graffiti | 1 mei 2007       | 3T5816        |
| 61             | 3x17           | Debasement Tapes | 8 mei 2007       | 3T5817        |
| 62             | 3x18           | I Know What You'll Do Next Summer | 15 mei 2007      | 3T5818        |
| 63             | 3x19           | Weevil's Wobble | 22 mei 2007      | 3T5819        |
| 64             | 3x20           | The Bitch Is Back | 22 mei 2007      | 3T5820        |